# SV 1898 Halle
SV 1898 Halle was een Duitse voetbalclub uit de stad Halle.

## Geschiedenis
De club werd opgericht als FC Hohenzollern 1898 Halle, naar het Duitse keizershuis. Na de Eerste Wereldoorlog en de val van het keizershuis werd de naam gewijzigd in SV 1898 Halle. In 1922 werd de club kampioen van Saale, waardoor ze zich plaatsten voor de Midden-Duitse eindronde, waar ze vierde werden op zeven deelnemers.
Na de Tweede Wereldoorlog werden alle Duitse voetbalclubs ontbonden, SV 1898 werd later niet meer heropgericht.

## Erelijst
Kampioen Saale
1922